# Campeonato Rondoniense de Futebol de 2016

O Campeonato Rondoniense de Futebol de 2016 foi a 75.ª edição da divisão principal do campeonato estadual de Rondônia, cujo nome oficial foi Campeonato Rondoniense FFER/Eucatur 2016 por motivos de patrocínio.. A competição deu ao campeão vagas para a Copa do Brasil de 2017, uma vaga para a Copa Verde de 2017 e duas vagas na Série D de 2016. Beneficiou de forma extrema o Rondoniense.

## Regulamento
As 8 equipes se enfrentam em dois turnos. No primeiro turno as equipes se enfrentam em partidas de ida e as duas melhores fazem a final, valendo vaga para a Série D 2016. Já no segundo turno, o campeão garante vaga para a Copa Verde 2017.
Após as duas fases, será realizada a final da competição com os campeões dos dois turno se enfrentando em partidas de ida e volta. Caso o vencedor dos 1º e  2º turnos seja o mesmo, ele será o campeão Rondoniense 2016. Ao campeão da competição cabe a vaga na Copa do Brasil 2017.

Primeiro Turno – Classificatória– Nessa Fase, as Associações jogarão em jogos de ida, classificando-se os dois primeiros colocados para a final do turno, onde o campeão garanti vaga na Grande final do estadual.
Segundo Turno – Classificatória– Nessa Fase, as Associações jogarão em jogos de volta em relação ao Primeiro Turno, classificando-se os dois primeiros colocados para a final do turno, onde o campeão garanti vaga na Grande final do estadual.
Grande Final – Nessa Fase as duas equipes campeãs do primeiro e segundo turno decidem o título em dois jogos, se um mesmo clube vencer os dois turno é declarado campeão estadual 2016.

### Critério de desempate
Os critério de desempate foram aplicados na seguinte ordem:
1. Maior número de vitórias
2. Maior saldo de gols
3. Maior número de gols pró (marcados)
4. Maior número de gols contra (sofridos)
5. Confronto direto
6. Sorteio

### Equipes Participantes
- ROL ^  O Rolim de Moura desistiu de participar da competição a 3 rodadas do fim da fase de classificação do returno.[7]

## Primeiro Turno

### Classificação
Última atualização: 18 de abril de 2016
a ^  O Rolim de Moura foi penalizado com perda de 4 pontos por colocar jogador irregular.

### Finais ida e volta
| Quarta-feira, 20 de abril | Rondoniense     | 1 – 1 | Genus           | Estádio Aluizão, Porto Velho                                         |
| 20:00                     | Fernandinho 34' |       | 45' Júlio Cesar | Público: 690 pagantes Renda: R$ 15.020,00 Árbitro: RO Sidnei Pereira |

| Sábado, 23 de abril | Genus | 0 – 0 | Rondoniense | Estádio Aluizão, Porto Velho                                                          |
| 19:00               |       |       |             | Público: 1 012 pagantes Renda: R$ 20.240,00 Árbitro: RO Arnoldo Vasconcelos Figarella |

|                                  |       | Penalidades                                 |  |
| Tcharlles Alex Júlio Cesar Vitão | 2 – 4 | André Junior Quintino Michael Marco Aurélio |  |

## Premiação
| Primeiro Turno de 2016          |
| ------------------------------- |
| Rondoniense Campeão (1º título) |

## Segundo Turno

### Classificação
- a. ^  O Ji-Paraná foi penalizado com perda de 3 pontos por colocar jogador irregular.[10]

### Finais ida e volta
| 23 de junho | Genus        | 2 – 2     | Rondoniense              | Estádio Aluizão, Porto Velho                                                |
| 20:30       | Alex 20' 36' | Relatório | 12' Lenno · 29' Quintino | Público: 310 pagantes Renda: R$ 6.200,00 Árbitro: RO Maicon Pessoa de Souza |

| 6 de julho | Rondoniense | 1 - 0     | Genus | Estádio Aluizão, Porto Velho                                           |
| 20:00      | Lenno 53'   | Relatório |       | Público: 1 320 pagantes Renda: R$ 13.480,00 Árbitro: RO Sidnei Pereira |

## Premiação
| Segundo Turno de 2016           |
| Porto Velho                     |
| ------------------------------- |
| Rondoniense Campeão (1º título) |

## Classificação Geral
- a. ^  O Rolim de Moura foi penalizado no 1º Turno com perda de 4 pontos por colocar jogador irregular.[9]

- b. ^  O Ji-Paraná foi penalizado no 2º Turno com perda de 4 pontos por colocar jogador irregular.[10]

## Público

### Maiores públicos
Esses são os seis maiores públicos do Campeonato:

### Média como mandante
| Pos. | Time           | Média | Mandos | Maior | Menor | Total |
| ---- | -------------- | ----- | ------ | ----- | ----- | ----- |
| 1    | Genus          | 488   | 9      | 1.381 | 25    | 4.396 |
| 2    | Rondoniense    | 422   | 9      | 1.320 | 84    | 3.801 |
| 3    | Guajará        | 334   | 7      | 464   | 171   | 2.336 |
| 4    | Ji-Paraná      | 272   | 7      | 559   | 3     | 1.904 |
| 5    | Morumbi        | 250   | 6      | 522   | 35    | 1.500 |
| 6    | Rolim de Moura | 169   | 6      | 324   | 35    | 1.014 |
| 7    | Real Ariquemes | 113   | 6      | 180   | 11    | 677   |
| 8    | Ariquemes      | 106   | 7      | 416   | 48    | 740   |

## Premiação
| Vice Campeão: | Terceiro colocado: | Quarto colocado: | Artilheiro:           |
| ------------- | ------------------ | ---------------- | --------------------- |
| Genus         | Real Ariquemes     | Guajará          | Marco Aurélio 12 gols |